# Hrabstwo Hancock (Tennessee)
Hrabstwo Hancock (ang. Hancock County) – hrabstwo w stanie Tennessee w Stanach Zjednoczonych. Obszar całkowity hrabstwa obejmuje powierzchnię 578,86 mil² (223,50 km²). Według szacunków United States Census Bureau w roku 2009 miało 6588 mieszkańców.
Hrabstwo powstało w 1844 roku. 
Hrabstwo należy do nielicznych hrabstw w Stanach Zjednoczonych należących do tzw. dry county, czyli hrabstw gdzie decyzją lokalnych władz obowiązuje całkowita prohibicja.

## Miasta
- Sneedville[6]